# Agnostopelma gardel
Agnostopelma gardel là một loài nhện trong họ Theraphosidae.
Loài này thuộc chi Agnostopelma. Agnostopelma gardel được Pérez-Miles en Weinmann miêu tả năm 2010.